# Приматологија
Приматологија (лат. prime, стгрч. -λογία) наука је која проучава примате, тиме представљајући прилично разноврсну дисциплину; приматолози се могу наћи на одсецима за биологију, антропологију и психологију, као и на многим другим. У блиској је вези са физичком антропологијом, која је приматологија рода хомо, нарочито хомо сапиенс.
Модерна приматологија је веома разноврсна наука. Она обухвата истраживања која се протежу од анатомских поручавања претеча примата и теренских проучавања примата у њиховој природној животној средини (хабитат) до експеримената из животињске психологија и језика човеколиких мајмуна. Приматологија је увелико осветлила основна људска понашања као и прастаро порекло тих понашања.